# Kanton Gourin
Kanton Gourin (francouzsky Canton de Gourin) je francouzský kanton v departementu Morbihan v regionu Bretaň. Tvoří ho pět obcí.

## Obce kantonu
- Gourin
- Langonnet
- Plouray
- Roudouallec
- Le Saint